# Аццо Вісконті
Аццо або Аццоне Вісконті (*Azzone Visconti, 7 грудня 1302, Мілан — 16 серпня 1339, там же) — сеньйор Мілану в 1329—1339 роках.

## Життєпис

### Молоді роки
Походив з династії Вісконті. Син Галеаццо I, сеньйора Мілану, та Беатріче д'Есте. Народився у 1302 році. Під час правління свого батька Аццо уславився в боях при Альтопашо і Джапполіно, в яких міланські війська діяли проти ломбардських гвельфіа. У 1327 році імператор Людовик IV Віттельсбах прибув до Мілана, щоб коронуватися як король Італії та імператор Священної Римської імперії. Однак під час візиту імператора Галеаццо I був звинувачений ворогами в зв'язках з папою римським і у вбивстві свого брата Стефано, за що Людовик наказав заарештувати і ув'язнити всіх найважливіших представників родини Вісконті.
Галеаццо I помер незабаром після звільнення в 1328 році. Після смерті батька Аццоне мав невеличкі володіння. Міланом керував призначений імператором вікарій, в міську сеньйорію входили переважно супротивники Вісконті, мешканці міста були налаштовані негативно до Аццо Вісконіт, оскільки за час правління його попередників пережили війни, папське відлучення і високі податки. Інші міста, якими свого часу правили Вісконті — Новара, Комо, Бергамо, Лоді, П'яченца, Павія, Алессандрія, Віджевано, Верчеллі і Тортона — здобули незалежність під управлінням місцевих знатних родин. Водночас владі Аццоне загрожував стрийко Марко Вісконті, який також домагався влади.

### правитель Мілану
Аццоне довелося починати все спочатку. 15 січня 1329 року його отримав у імператора Людовика IV титул імперського вікарія, сплативши за нього 125 тисяч флоринів. У той же час Джованні Вісконті, стрийко Аццоне і його вірний союзник, отримав сан кардинала від антипапи Миколи V. У лютому того ж року жителі Мілана вітали повернулися в місто Аццоне і Джованні. Аццоне зміцнив владу в місті, поставивши на важливі пости здібних і вірних людей, також він створив перший міський суд. Втім папа римський Іоанн XXII наклав на місто та Вісконті інтердикт. Тому Аццоне вимушений був відмовитися від посади імператорського вікарія. У 1330 році сеньйорія Мілана офіційно визнала Аццоне правителем.
Щоб відновити владу Вісконті в інших містах, Аццоне обіцяв політичну і економічну стабільність, відновлення прав і майна всім тим, хто постраждав від нової влади цих міст. У 1332 році Новара визнала Джованні Вісконті своїм єпископом і сеньйором. Того ж року захопив міста Бергамо і Піззіггеттоне.
1333 року розкрито змову на чолі із Лодрісіо Вісконті. У 1335 році своїм сеньйором Аццоне визнали жителі Комо і Верчеллі. Місто Лоді, що традиційно підтримувала папський престол, Аццоне довелося взяти силою, а міста, традиційно лояльні до Авіньйону (ставки папи римського), не чинили опору Вісконті. Після цього підкорилися міста Крема і Кремона.
1336 року Аццоне Вісконті обіцянкою знизити податки переконав визнати його владу жителів Сан-Донніні і П'яченци. У 1337 році аналогічним способом він підкорив Брешію.
У період активної зовнішньої політики Аццоне затіяв масштабне будівництво в самому Мілані: зводилися нові стіни і часові вежі, будувалися нові площі, канали і мостові, були побудовані нова церква і палац, для роботи над яким прибув Джотто. Колишню ратушу було перетворено на палац Вісконті. Було відновлено фортецю в місті Лекко. У 1336—1338 році було зведено міст через річку Адда.
На початку 1339 року Аццоне Вісконті одружився з представницею роду Савойських. Того ж року війська Мілану в битві при Парабіаго завдали рішучої поразки родичу Аццо — Лодрісіо Вісконті, який потрапив у полон. Проте у серпні 1339 року Аццо Вісконті помер під час нападу подагри, і влада перейшла до його стрийків Джованні і Лукіно.

## Родина
Дружина — Катерина, донька Людовика II Савойського, графа де Во.
Дітей не було.